# Femsjö socken
Femsjö socken i Småland ingick i Västbo härad i Finnveden och i Jönköpings län, ingår sedan 1971 i Hylte kommun sedan 1974 i Hallands län och motsvarar från 2016 Femsjö distrikt.
Socknens areal är 72,94 kvadratkilometer, varav land 61,80. År 2000 fanns här 245 invånare. Kyrkbyn Femsjö med sockenkyrkan Femsjö kyrka ligger i socknen. 

## Administrativ historik
Femsjö socken har medeltida ursprung.
Vid kommunreformen 1862 övergick socknens ansvar för de kyrkliga frågorna till Femsjö församling och för de borgerliga frågorna till Femsjö landskommun i Jönköpings län.  Landskommunen inkorporerades 1952 i Hylte landskommun, som sedan 1971 uppgick i Hylte kommun. Länstillhörigheten ändades sedan 1974 till Hallands län samtidigt som Hylte kommun utökades till nuvarande omfattning. Före 1888 låg en del av Sännö skate i Kronobergs län.
1 januari 2016 inrättades distriktet Femsjö, med samma omfattning som församlingen hade 1999/2000.   
Socknen har tillhört samma fögderier och domsagor som Västbo härad. De indelta soldaterna tillhörde Jönköpings regemente, Norra Västbo kompani och Smålands grenadjärkår, Jönköpings kompani.

## Geografi och natur
Femsjö socken ligger i västra delen av Småland på Gränsen till Halland och Kronobergs län. Socknen är en kuperad sjö- och mossrik skogsbygd. De största insjöarna är Mellan-Färgen som delas med Färgaryds socken, Stora Allgunnen som delas med Torups socken samt Femmen, Södra Färgen och Hallasjön
Det finns tre naturreservat i socknen. Mogölsmyren som delas med Breareds socken i Halmstads kommun och Kloö ingår i EU-nätverket Natura 2000 medan Hägnen är ett kommunalt naturreservat.

## Fornminnen
Fornminnen främst från järnåldern är kända men också någon stenåldersboplats. En offerkälla, Sankt Sigfrids källa, finns vid Knallalt.

## Namnet
Namnet (1350 Femsrydh), taget från kyrkbyn, har förledet sjönamnet Femmen och efterledet ryd, röjning i skog.

## Befolkningsutveckling
Befolkningen ökade från 534 1810 till 880 1890 varefter den minskade stadigt till 258 1990.
| Befolkningsutvecklingen i Femsjö socken 1810–1990                                                       | Befolkningsutvecklingen i Femsjö socken 1810–1990 | Befolkningsutvecklingen i Femsjö socken 1810–1990 | Befolkningsutvecklingen i Femsjö socken 1810–1990 | Befolkningsutvecklingen i Femsjö socken 1810–1990 |
| --- | ------------------------------------------------- | ------------------------------------------------- | ------------------------------------------------- | ------------------------------------------------- |
| |                                                   |                                                   |                                                   |                                                   |
| År |                                                   |                                                   | Folkmängd                                         |                                                   |
| 1810 | 1810                                              |                                                   | 534                                               |                                                   |
| 1820 | 1820                                              |                                                   | 590                                               |                                                   |
| 1830 | 1830                                              |                                                   | 648                                               |                                                   |
| 1840 | 1840                                              |                                                   | 665                                               |                                                   |
| 1850 | 1850                                              |                                                   | 741                                               |                                                   |
| 1860 | 1860                                              |                                                   | 783                                               |                                                   |
| 1870 | 1870                                              |                                                   | 845                                               |                                                   |
| 1880 | 1880                                              |                                                   | 874                                               |                                                   |
| 1890 | 1890                                              |                                                   | 880                                               |                                                   |
| 1900 | 1900                                              |                                                   | 844                                               |                                                   |
| 1910 | 1910                                              |                                                   | 720                                               |                                                   |
| 1920 | 1920                                              |                                                   | 625                                               |                                                   |
| 1930 | 1930                                              |                                                   | 564                                               |                                                   |
| 1940 | 1940                                              |                                                   | 503                                               |                                                   |
| 1950 | 1950                                              |                                                   | 417                                               |                                                   |
| 1960 | 1960                                              |                                                   | 355                                               |                                                   |
| 1970 | 1970                                              |                                                   | 279                                               |                                                   |
| 1980 | 1980                                              |                                                   | 276                                               |                                                   |
| 1990 | 1990                                              |                                                   | 258                                               |                                                   |
| Anm: Källor: Umeå universitet - Tabellverket 1749-1859, Demografiska databasen, CEDAR, Umeå universitet |                                                   |                                                   |                                                   |                                                   |